# Dasyatis microps
Espèce
Statut de conservation UICN

 DD  : Données insuffisantes
Dasyatis microps est une espèce de raie.